# Жуанвіль (острів)
Острів Жуанвіль (англ. Joinville Island) — найбільший острів архіпелагу Жуанвіль, довжиною близько 74 кілометри в напрямку схід-захід і шириною 22 кілометри, що лежить у північно-східній частині Антарктичного півострова, від якого він відокремлений Антарктичною протокою.

## Історія
Острів Жуанвіль був відкритий і зафіксований приблизно в 1838 році французькою експедицією, якою командував капітан Жуль Дюмон-Дюрвіль, який назвав його на честь принца Франсуа (1818—1900), принца де Жуанвіль, який був третім сином короля Луї-Філіппа I.
Острів знаходиться в межах аргентинських, британських та чилійських антарктичних претензій.

## Географія
Острів Жуанвіль складається з ряду долин і бухт, включаючи бухту Суспірос і долину Балаена. На півночі острів Жуанвіль відокремлений каналом Ларсена межує з островом Дюрвіль, який є найпівнічнішим островом архіпелагу Жуанвіль.